# Danh sách tòa nhà cao nhất Miami

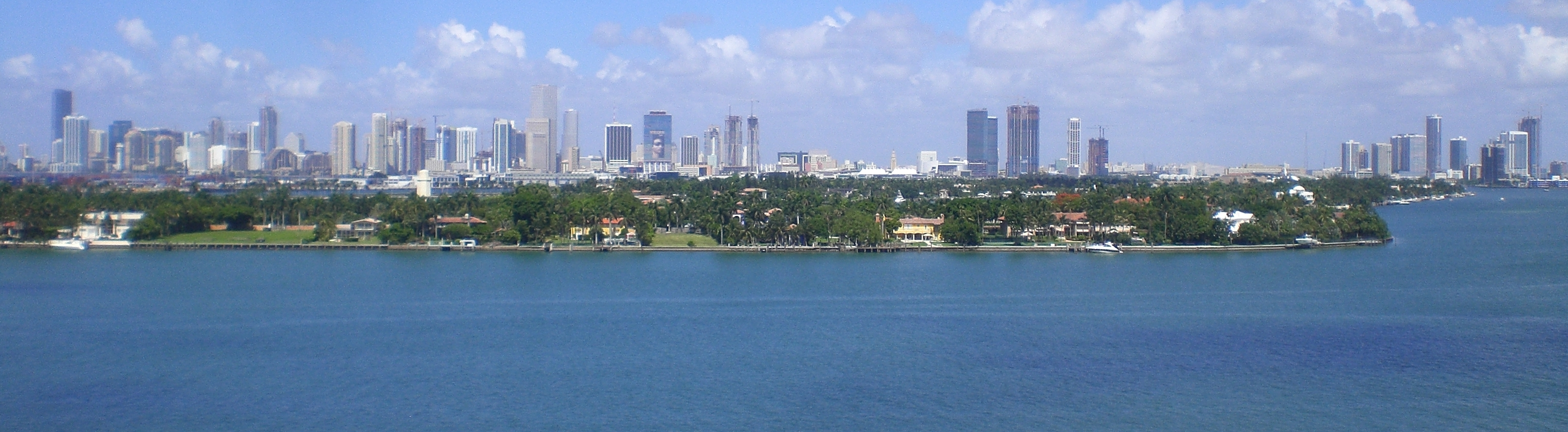
Bầu trời Miami nhìn từ Bãi biển Miami 7/10/2007.Photo: Marc Averette

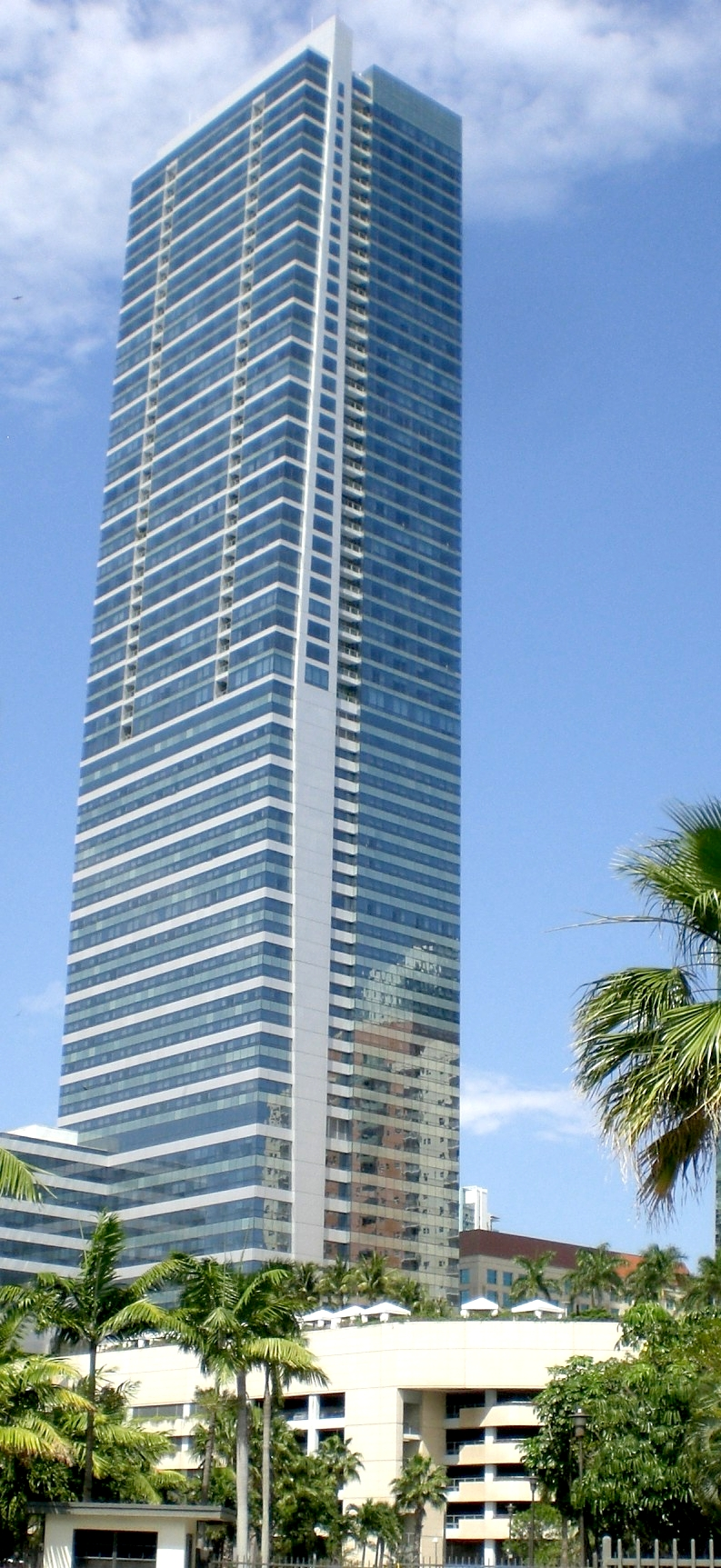
Khách sạn Bốn Mùa ở Miami Photo: Marc Averette

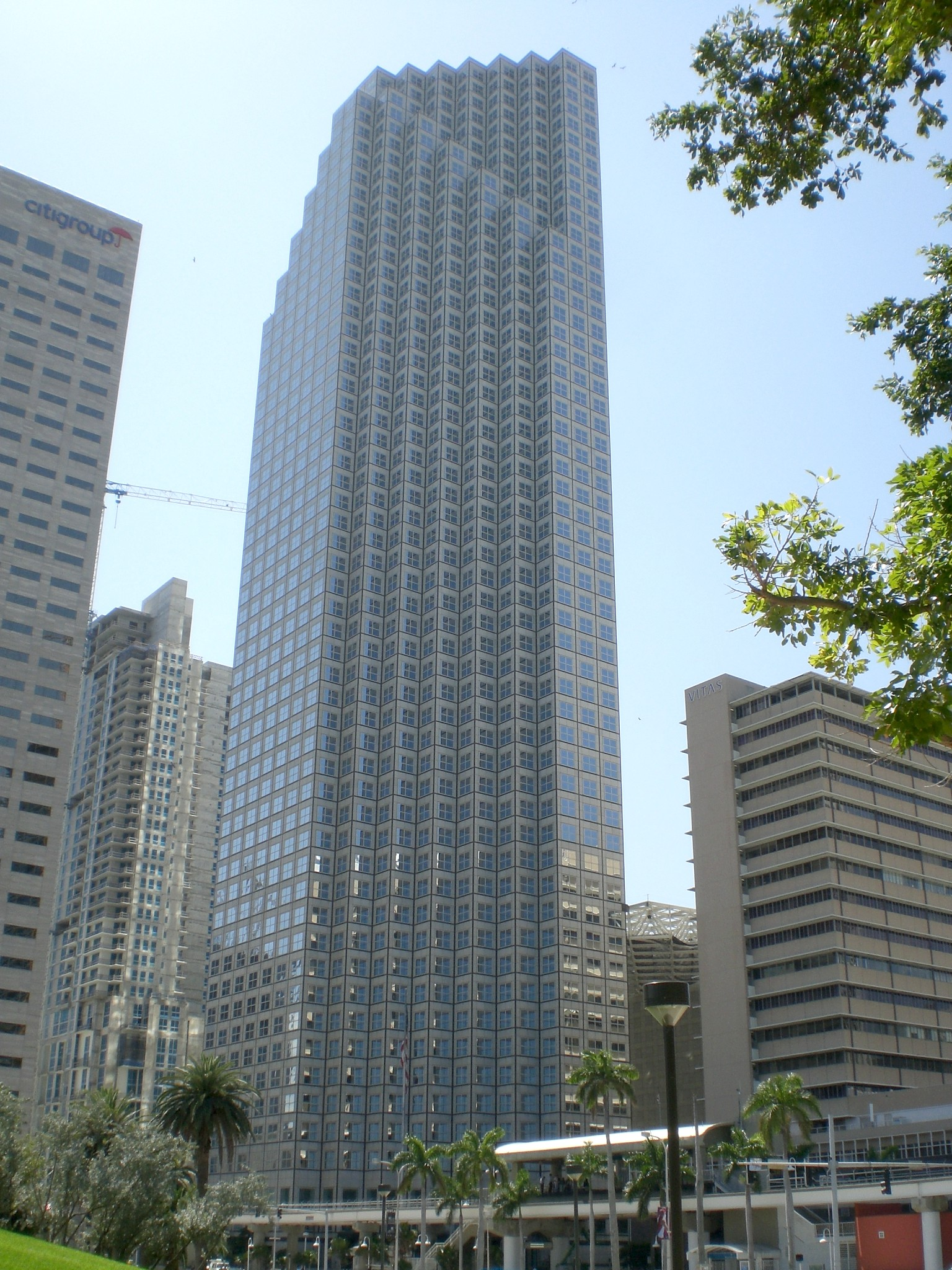
Trung tâm Tài chính WachoviaPhoto: Marc Averette

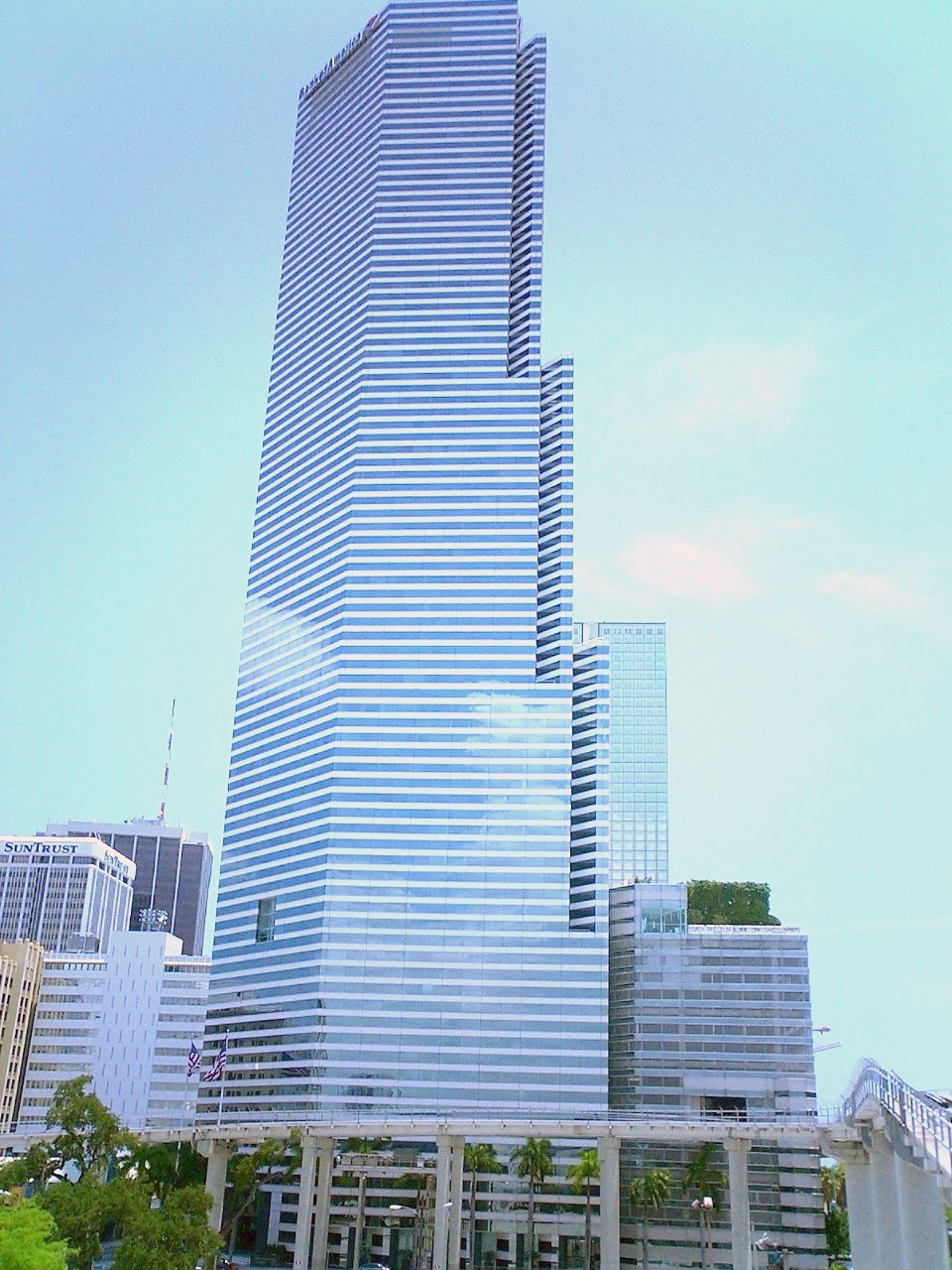
Tháp Bank of America ở trung tâm Miami, khoảng năm 2002.Photo: Marc Averette

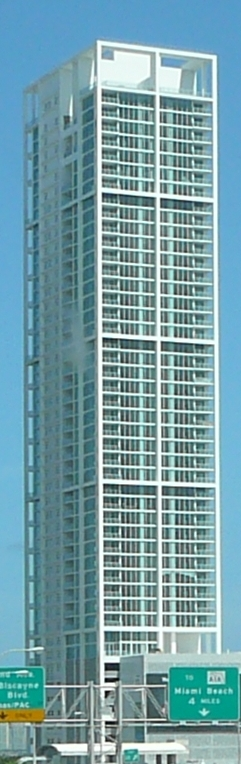
Ten Museum Park đang được xây, tháng 10 năm 2006.Photo: Marc Averette

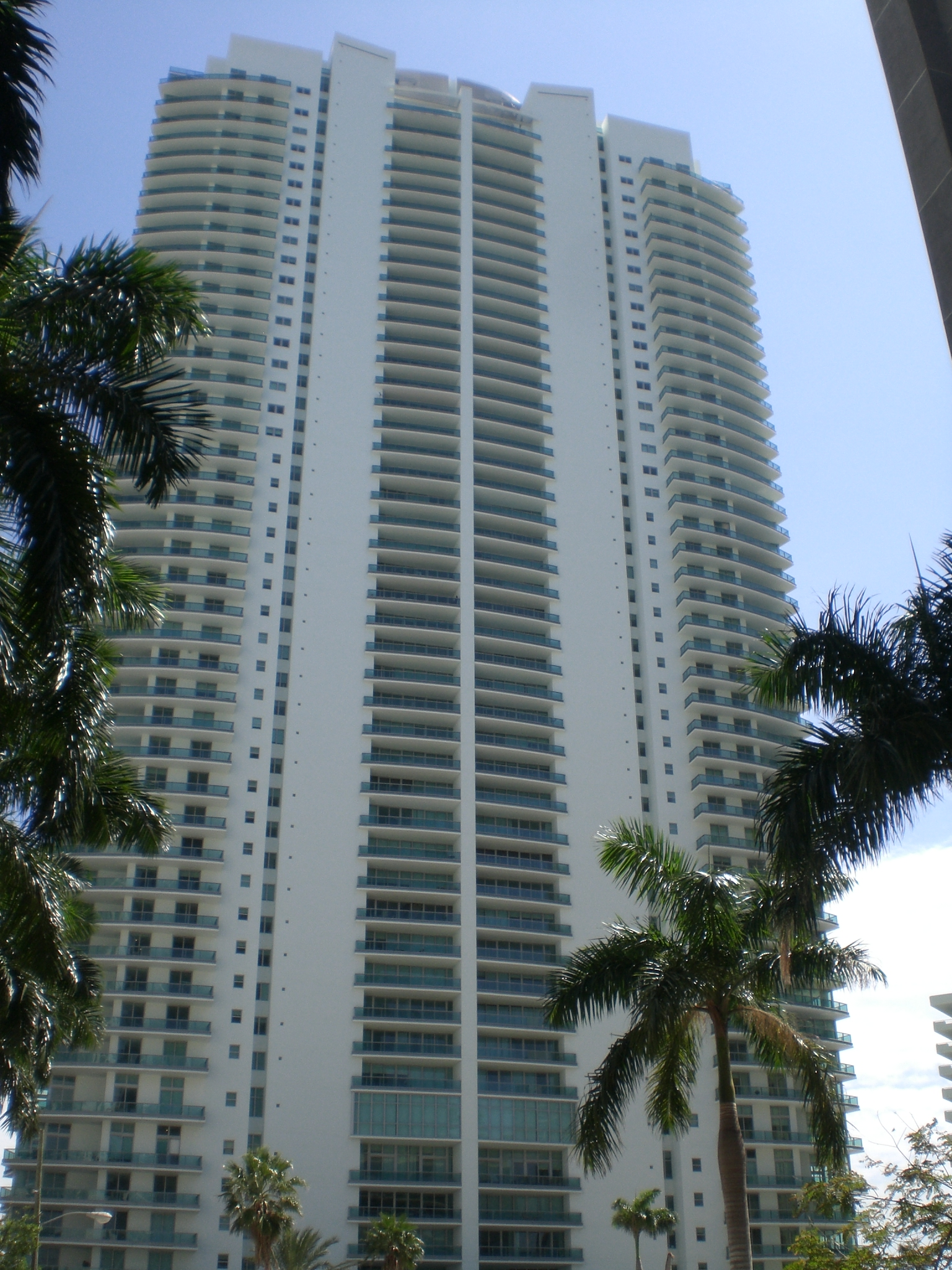
Tháp dân cư Jade at Brickell Bay ở Quận trung Tài chính Miami.Photo: Marc Averette

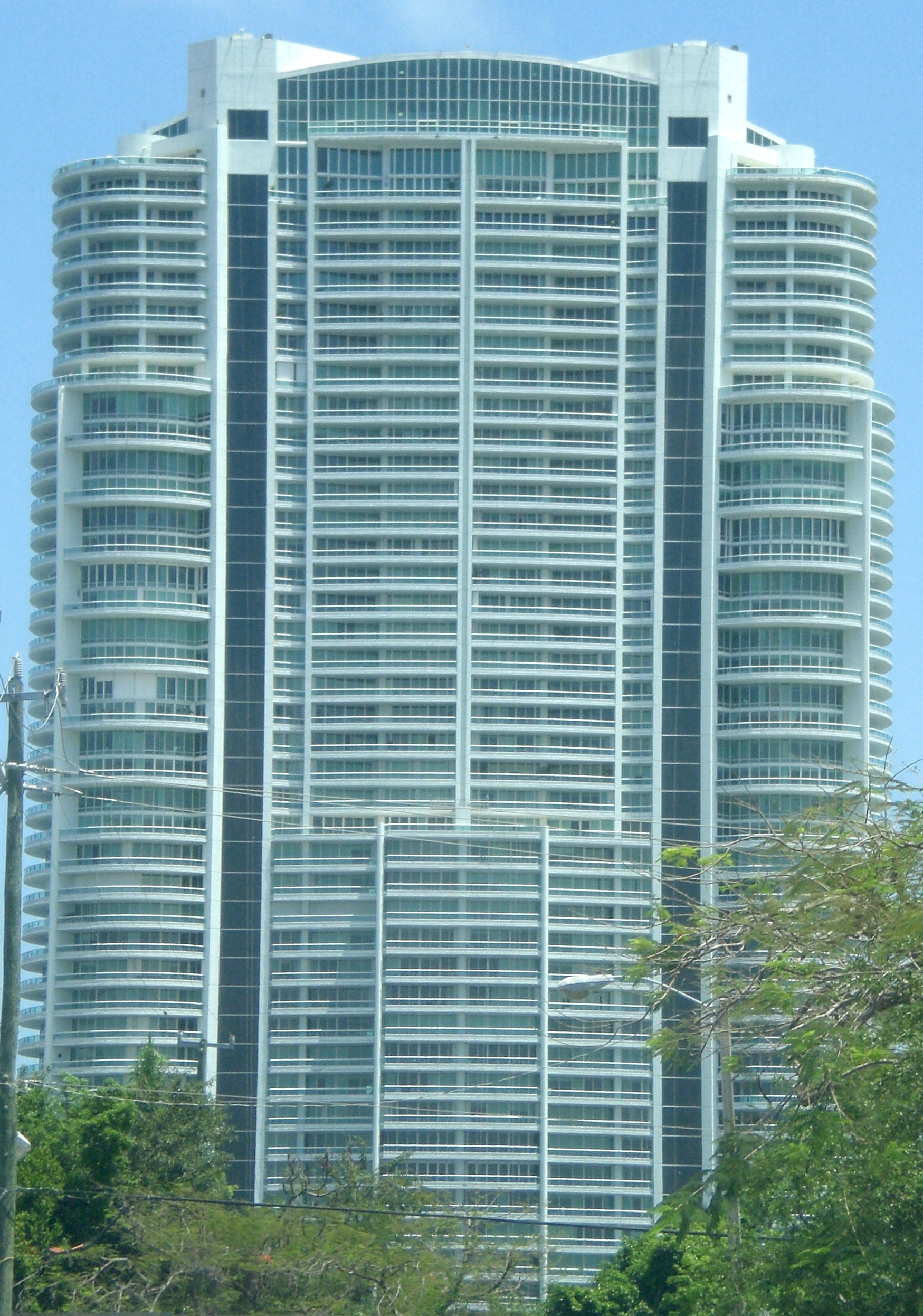
The Santa Maria in Miami's southern Quận Brickell Photo: Marc Averette

Tòa nhà cao nhất đã hoàn thành ở Miami, Florida là Four Seasons Hotel Miami. Miami có 5 tòa nhà chọc trời cao nhất bang Florida, trong đó gồm Four Seasons Hotel, Wachovia Financial Center, 900 Biscayne Bay, Infinity at Brickell và Bank of America Tower. Thành phố hiện nay đang trên một làn sóng Manhattan hóa rộng lớn. Tháp Empire World Towers theo kế hoạch hoàn thành năm 2010 sẽ là tòa nhà cao nhất ở thành phố này nếu được xây dựng. Ngoài ra còn có các đề xuất dự án nhà chọc trời siêu cao ở Miami là One Bayfront Plaza (một tháp cao 360 m) có 70 tầng, sẽ là tòa nhà cao thứ ba thành phố này. Hiện có hơn 80 toà nhà cao hơn 152 m đã xây xong, đang xây, đã phê duyệt hoặc được kiến nghị trong thành phố. Đến năm 2010, Miami dự tính sẽ có một trong những thành phố có cảnh nhà in vào đường chân trời lớn nhất thế giới. Miami hiện đang xếp thứ hai (và là đầu tiên ở Hoa Kỳ) về số lượng các tòa nhà đang xây cao hơn 150 m, với con số 24. Đường chân trời thành phố Miami hiện đang xếp thứ 3 Hoa Kỳ sau New York City và Chicago (thứ 18 thế giới) theo Niên giám Kiến trúc và Thiết kế năm 2006.

## Các tòa nhà cao nhất ở Miami cao hơn 400 foot hay 122

### Đã hoàn thành
Hiện tại, có 234 tòa nhà đã hoàn thành ở Miami.
| Hạng | Tên                                | Chiều cao foot / mét | Số tầng | Năm hoàn thành |
| ---- | ---------------------------------- | -------------------- | ------- | -------------- |
| 1    | Four Seasons Hotel & Tower         | 789 / 240            | 64      | 2003           |
| 2    | Wachovia Financial Center          | 764 / 233            | 55      | 1984           |
| 3    | Bank of America Tower              | 625 / 191            | 47      | 1986           |
| 4    | Ten Museum Park                    | 585 / 178            | 50      | 2007           |
| 5    | Opera Tower                        | 543 / 165            | 56      | 2007           |
| 6    | Jade at Brickell Bay               | 528 / 161            | 48      | 2004           |
| 7    | Santa Maria                        | 520 / 158            | 51      | 1997           |
| 8    | Stephen P. Clark Government Center | 510 /155             | 28      | 1985           |
| 9    | One Biscayne Tower                 | 492 / 150            | 39      | 1973           |
| 10   | Espirito Santo Plaza               | 487 / 148            | 36      | 2004           |
| 11   | Miami Center                       | 484 / 148            | 34      | 1983           |
| 12   | Brickell on the River              | 482 / 147            | 42      | 2006           |
| 13   | Three Tequesta Point               | 480 / 146            | 46      | 2001           |
| 14   | Latitude on the River              | 476 / 145            | 44      | 2007           |
| 15   | One Miami East Tower               | 460 / 140            | 44      | 2005           |
| 16   | 701 Brickell Avenue                | 450 / 137            | 33      | 1986           |
| 17   | One Miami West Tower               | 449 / 137            | 45      | 2005           |
| 18   | Mellon Financial Center            | 430 / 131            | 31      | 2000           |
| 19   | Blue on the Bay                    | 425 / 130            | 36      | 2005           |
| 20   | Vue at Brickell                    | 423 / 129            | 36      | 2004           |
| 21   | The Mark on Brickell               | 420 / 128            | 36      | 2001           |
| 22   | One Broadway                       | 413 / 126            | 40      | 2005           |
| 23   | The Club at Brickell Bay           | 411 / 125            | 42      | 2004           |
| 24   | Two Tequesta Point                 | 410 / 125            | 40      | 1999           |
| -    | Carbonell Condominium              | 410 / 125            | 40      | 2005           |
| 26   | Courthouse Center                  | 405 / 123            | 30      | 1986           |
| 27   | The Palace                         | 400 / 122            | 42      | 1981           |

### Đang xây dựng
Có tất cả 55 nhà cao tầng đang được xây dựng.
| Thứ hạng | Tên                               | Chiều cao foot / mét | Số tầng | Năm hoàn thành |
| -------- | --------------------------------- | -------------------- | ------- | -------------- |
| 1        | Met 3                             | 828 / 252            | 76      | 2009           |
| 2        | Infinity II                       | 736 / 224            | 65      | 2008           |
| 3        | 900 Biscayne Bay                  | 712 / 217            | 65      | 2008           |
| 4        | Marquis                           | 679 / 207            | 63      | 2008           |
| 5        | The Capital at Brickell Tower II  | 649 / 198            | 56      | 2009           |
| 6        | Mint at Riverfront                | 631 / 192            | 55      | 2009           |
| 7        | Infinity at Brickell              | 630 / 192            | 52      | 2008           |
| 8        | Met 2                             | 617 / 188            | 46      | 2008           |
| 9        | Marinablue                        | 615 / 187            | 57      | 2007           |
| 10       | Plaza on Brickell Tower I         | 610 / 186            | 56      | 2007           |
| 11       | The Capital at Brickell Tower I   | 607 / 185            | 52      | 2009           |
| 12       | Icon Brickell North Tower         | 586 / 179            | 58      | 2008           |
| -        | Icon Brickell South Tower         | 586 / 179            | 58      | 2008           |
| 14       | 50 Biscayne Tower                 | 554 / 169            | 55      | 2007           |
| -        | Quantum on the Bay South Tower    | 554 / 169            | 51      | 2007           |
| 16       | Park Place at Brickell            | 540 / 164            | 40      |                |
| 17       | Everglades on the Bay North Tower | 538 / 164            | 49      | 2007           |
| -        | Everglades on the Bay South Tower | 538 / 164            | 49      | 2007           |
| 19       | Quantum on the Bay North Tower    | 536 / 163            | 44      | 2007           |
| 20       | Plaza on Brickell Tower II        | 525 / 160            | 48      | 2007           |
| 21       | The Ivy                           | 512 / 156            | 45      | 2007           |
| 22       | Wind                              | 501 / 153            | 41      | 2007           |
| 23       | Epic                              | 500 / 152            | 48      | 2008           |
| 24       | Paramount Bay at Edgewater Square | 496 / 151            | 47      | 2008           |
| 25       | Asia (building)                   | 483 / 147            | 36      | 2007           |
| 26       | Avenue Brickell Tower             | 480 / 146            | 47      | 2007           |
| 27       | Viceroy                           | 465 / 142            | 46      |                |
| 28       | The Loft 2                        | 433 / 132            | 35      | 2007           |
| 29       | 500 Brickell Station Center Tower | 426 / 130            | 42      | 2007           |
| -        | Brickell Station East Tower       | 426 / 130            | 42      | 2007           |
| 31       | 1800 Club                         | 423 / 129            | 40      | 2007           |
| -        | Brickell on the River South Tower | 423 / 129            | 46      | 2007           |
| 33       | Axis at Brickell Village I        | 418 / 127            | 40      | 2008           |
| -        | Axis at Brickell Village II       | 418 / 127            | 40      | 2008           |

### Đã phê chuẩn
Có 79 tòa nhà cao tầng đã được phê chuẩn ở Miami.
| Hạng | Tên                                | Chiều cao foot / mét | Floors |
| ---- | ---------------------------------- | -------------------- | ------ |
| 1    | Brickell Financial Centre Phase II | 903 / 275            | 68     |
| 2    | 1101 Brickell                      | 849 / 259            | 74     |
| 3    | Brickell CitiCentre II             | 808 / 246            | 76     |
| 4    | Brickell Flatiron                  | 794 / 242            | 70     |
| 5    | Brickell CitiCentre I              | 769 / 234            | 72     |
| 6    | Paramount Park                     | 756 / 230            | 68     |
| 7    | Lynx West Central Tower            | 746 / 227            | 76     |
| 8    | Brickell CitiCentre II             | 740 / 226            | 69     |
| 9    | Lynx East Central Tower            | 678 / 207            | 65     |
| 10   | 600 Biscayne                       | 650 / 198            | 62     |
| 11   | The Chelsea                        | 649 / 198            | 53     |
| 12   | Lynx North West Tower              | 610 / 186            |        |
| 13   | Dupont Tower                       | 609 / 186            | 60     |
| 14   | River Front East Phase II          | 601 / 183            | 54     |
| 15   | Platinum on the Bay                | 590 / 180            | 56     |
| 16   | Villa Magna Condominiums I         | 574 / 175            | 57     |
| -    | Villa Magna Condominiums II        | 574 / 175            | 57     |
| 18   | Urbana Tower                       | 549 / 167            | 48     |
| 19   | Onyx 2 On The Bay                  | 543 / 165            | 49     |
| -    | Lynx South East Tower              | 543 / 165            |        |
| 21   | Riverfront West Phase III          | 533 / 162            | 45     |
| 22   | Soleil                             | 514 / 157            | 43     |
| 23   | Premiere Towers I                  | 513 / 156            | 52     |
| -    | Premiere Towers II                 | 513 / 156            | 52     |
| 25   | River Front East Phase III         | 500 / 152            | 41     |
| 26   | Lynx South West Tower              | 479 / 146            | 49     |
| 27   | Portico                            | 461 / 141            | 50     |
| 28   | The Pointe at Brickell Village     | 442 / 135            | 42     |
| 29   | Lynx Office Tower                  | 440 / 134            | 44     |
| 30   | Park Lane Tower                    | 437 / 133            | 33     |
| 31   | Eagle Garage Tower                 | 425 / 130            | 42     |
| 32   | Electra I                          | 420 / 128            | 33     |

### Được đề xuất
Có 64 tòa nhà được đề xuất xây ở Miami.
| Hạng | Tên                         | Chiều cao foot / mét | Số tầng | Năm  |
| ---- | --------------------------- | -------------------- | ------- | ---- |
| 1    | Empire World Tower I        | 1.200 / 366          | 106     | 2010 |
| -    | Empire World Tower II       | 1.200 / 366          | 106     | 2010 |
| 3    | One Bayfront Plaza          | 1.180 / 360          | 70      | 2008 |
| 4    | 600 Brickell Avenue         | 903 / 275            | 68      | 2008 |
| 5    | 1490 Biscayne Boulevard     | 744 / 227            | 73      |      |
| 6    | Columbus Centre             | 710 / 216            | 56      |      |
| 7    | One Herald Plaza I          | 649 / 198            | 64      |      |
| -    | One Herald Plaza II         | 649 / 198            | 64      |      |
| -    | Anderson Opera Center Tower | 649 / 198            | 57      |      |
| 10   | Omni West Tower 3           | 644 / 196            | 65      |      |
| 11   | City Square Tower           | 640 / 195            | 62      |      |
| 12   | Omni West Tower 2           | 624 / 190            | 63      |      |
| -    | Omni East Tower 3           | 624 / 190            | 61      |      |
| 14   | Omni East Tower 2           | 604 / 184            | 63      |      |
| -    | Omni West Tower 1           | 604 / 184            | 61      |      |
| 16   | Cardinal Symphony I         | 600 / 183            | 60      |      |
| 17   | Omni East Tower 1           | 584 / 178            | 58      |      |
| 18   | Brickell Station East Tower | 568 / 173            | 53      |      |
| 19   | 31st Park                   | 510 / 155            | 49      |      |
| 20   | Max Tower                   | 508 / 155            | 55      |      |
| 21   | Lima Tower                  | 473 / 144            | 41      |      |
| 22   | Aja on the Bay              | 439 / 134            | 41      |      |
| 23   | 300 Grove Bay Tower 1       | 411 / 125            | 37      |      |